# Francouzský národní orchestr
Francouzský národní orchestr (francouzsky Orchestre national de France) je symfonický orchestr se sídlem v Paříži. Od svého založení v roce 1934 se stal jedním z nejvýznamnějších těles svého druhu ve Francii. Jako stálí nebo hostující dirigenti jej vedli nejvýznamnější francouzští umělci své doby, mimo jiné Désiré-Émile Inghelbrecht, Manuel Rosenthal, Roger Désormière, André Cluytens, Jean Martinon a Charles Munch, i vynikající zahraniční dirigenti, například Otto Klemperer, Carl Schuricht, Sergiu Celibidache, Leonard Bernstein, Lorin Maazel, Kurt Masur a další.
Současným šéfdirigentem orchestru s oficiálním titulem „hudební ředitel“ je od roku 2017 Emmanuel Krivine.
Patří do správy francouzského národního rozhlasu Radio France a vystupuje zejména v Théâtre des Champs-Élysées a v koncertní síni Maison de la Radio.

## Jméno
- 1934–1945 Národní orchestr (francouzsky Orchestre national)
- 1945–1949 Národní orchestr Francouzského rozhlasu (francouzsky Orchestre national de la Radiodiffusion française)
- 1949–1964 Národní orchestr RTF (francouzsky Orchestre national de la RTF, Orchestre national de la Radio-télévision française)
- 1964–1974 Národní orchestr ORTF (francouzsky Orchestre national de l'ORTF, Orchestre national de l'Office de radiodiffusion-télévision française)
- od roku 1975 Francouzský národní orchestr (francouzsky Orchestre national de France)

## Dějiny
Orchestr založil svým dekretem francouzský ministr pošt Jean Mistler 18. února 1934. Jeho prvním stálým dirigentem (šéfdirigentem) se stal Désiré-Emile Inghelbrecht. Hudebníci dostali exkluzivní smlouvy, takže nemohli současně vystupovat v jiných orchestrech, například v orchestru Pařížské opery. První koncert měl 13. března 1934 na programu francouzský a německý repertoár, konal se v sále Pařížské konzervatoře. Koncerty v prvních letech řídili kromě Inghelbrechta také Roger Désormière, Eugène Bigot nebo Manuel Rosenthal. V listopadu 1935 dvakrát dirigoval Arturo Toscanini.
V roce 1939 musela část hráčů odejít při mobilizaci do armády, zbytek tělesa se usadil 26. října 1939 v Rennes a po bombardování města byl 16. června 1940 rozpuštěn. Obnovil ho režim ve Vichy v březnu 1941, v té době sídlil orchestr v Marseille a nesměli v něm působit židovští hudebníci. V březnu 1943 se orchestr přesunul zpět do Paříže.
Po osvobození nahradil na postu šéfdirigenta Inghelbrechta, který byl spojován s kolaborantským režimem, Manuel Rosenthal. Orchestr se dostal pod správu francouzského rozhlasu. Proto se postupně měnil jeho název.
Rosenthal modernizoval repertoár orchestru a pozval k účinkování další významné dirigenty jako Rogera Désormièra, Jeana Martinona, Otto Klemperera, Charlese Muncha, Paul Kletzkiho a další. V roce 1947 byla pořízena první oficiální nahrávka orchestru (Obrázky z výstavy Modesta Petroviče Musorgského a Ravelovo Bolero pod řízením Kletzkiho). Do repertoáru se dostávala díla skladatelů 20. století (Pierre Boulez, Béla Bartók, Olivier Messiaen, Henri Dutilleux a další), mnohá z nich ve světových či francouzských premiérách.
Stálým dirigentem byl Roger Désormière, ale po mozkové mrtvici, po které v roce 1952 ochrnul, nebyl okamžitě nahrazen. Nejčastěji pak dirigoval André Cluytens. Nejslavnější premiérou v 50. letech se staly Déserts Edgara Varèse, uvedené pod řízením Hermanna Scherchena 2. prosince 1954, které způsobily skandál. Brazilský skladatel Heitor Villa-Lobos nahrál s orchestrem v 50. letech celou řadu svých kompozic pro společnost EMI.
V roce 1960 převzal vedení orchestru Maurice Le Roux, první s prestižním titulem hudební ředitel. V roce 1967 vznikla tělesu konkurence v podobě nově založeného Pařížského orchestru s šéfdirigentem Charlesem Munchem. O rok později tak Národní orchestr získal také špičkového hudebního ředitele v osobě Jeana Martinona. S ním za dirigentským pultem vznikly nahrávky kompletního díla Clauda Debussyho a kompletních symfonií Camille Saint-Saënse. V roce 1973 se stálým hostujícím dirigentem stal rumunský maestro Sergiu Celibidache, ale po konfliktech s některými hudebníky své angažmá o dva roky později ukončil.
V roce 1975 vzniklo Radio France a pod jeho patronátem získal orchestr své nynější jméno. Vedle něho Radio France založilo spojením několika menších těles Filharmonický orchestr Radia France. Francouzský národní orchestr se stal reprezentantem francouzské národní hudební kultury. V době, kdy nemá šéfdirigenta, spolupracuje s celou řadou vynikajících hostů ze zahraničí, jako byli Leonard Bernstein, Wolfgang Sawallisch, Seidži Ozawa a Lorin Maazel. Ten byl v roce 1977 jmenován stálým hostujícím dirigentem a v roce 1988 se pak stal hudebním ředitelem.
V roce 1991 jej v této funkci nahradil Charles Dutoit, přicházející z Montrealského symfonického orchestru. Část hudebních kritiků ale jeho působení oceňovala negativně, ať jde o složení programů nebo o úroveň interpretace. Přesto zůstal ve vedení až do roku 2001, kdy ho nahradil Kurt Masur, a toho pak v roce 2008 Daniele Gatti. V roce 2017 byl hudebním ředitelem orchestru jmenován nyní 71letý Francouz rusko-polského původu Emmanuel Krivine, který byl v letech 2006-2015 šéfdirigentem Orchestre philharmonique du Luxembourg.

## Stálí dirigenti
- 1934–1944 Désiré-Emile Inghelbrecht
- 1944–1947 Manuel Rosenthal
- 1947–1952 Roger Désormière
- 1951–1960 žádný stálý dirigent
- 1960–1967 Maurice Le Roux (hudební ředitel)
- 1968–1973 Jean Martinon (hudební ředitel)
- 1973–1975 Sergiu Celibidache (stálý hostující dirigent)
- 1975–1977 žádný stálý dirigent
- 1977–1990 Lorin Maazel (1977-1988 stálý hostující dirigent, 1988-1990 hudební ředitel)
- 1989–1998 Jeffrey Tate (stálý hostující dirigent)
- 1991–2001 Charles Dutoit (hudební ředitel)
- 2002–2008 Kurt Masur (hudební ředitel)
- 2008–2016 Daniele Gatti (hudební ředitel)
- od roku 2017 Emmanuel Krivine (hudební ředitel)